# Черкасские Тишки

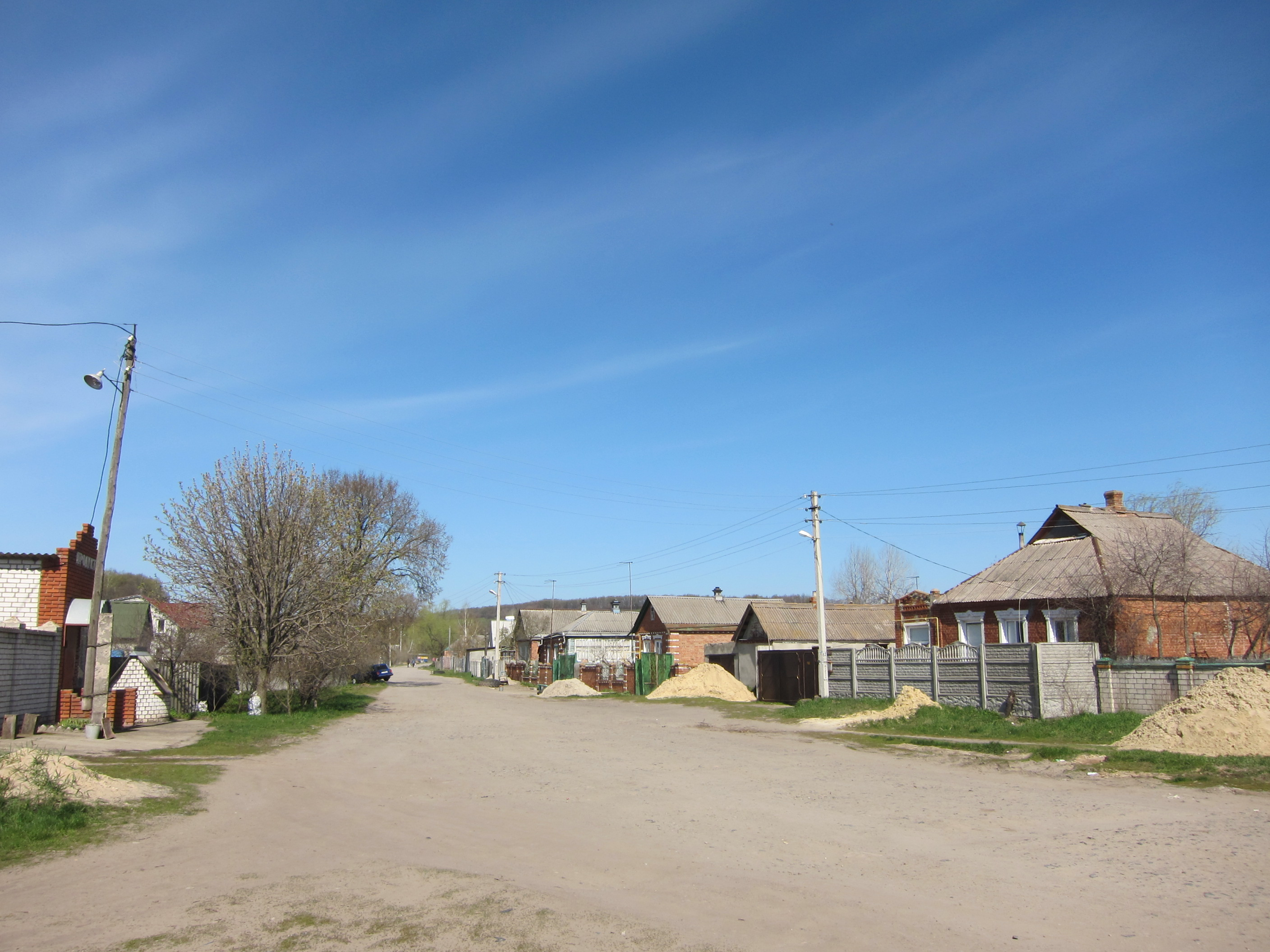
На главной улице села

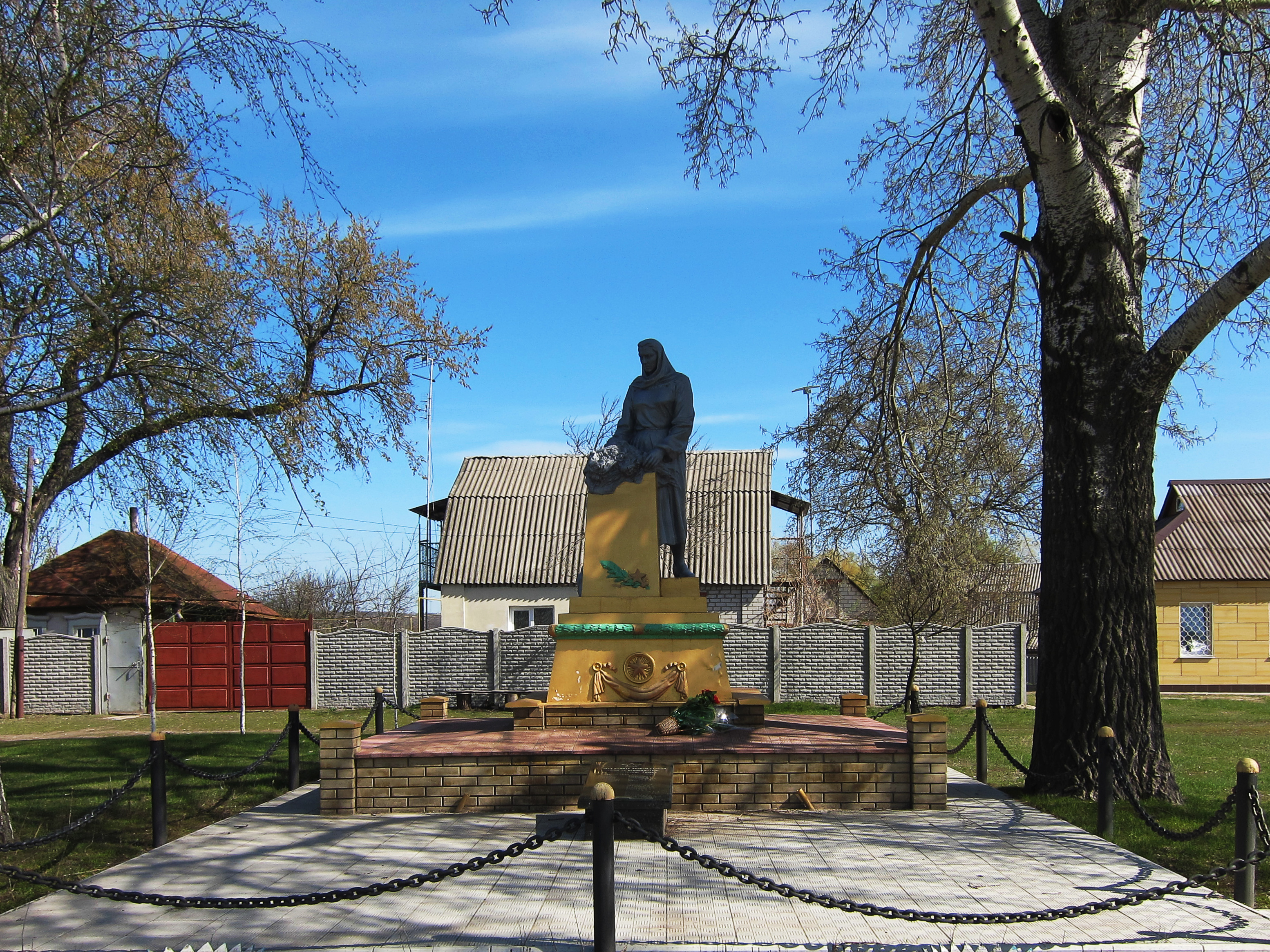
Памятник погибшим в Великой Отечественной войне

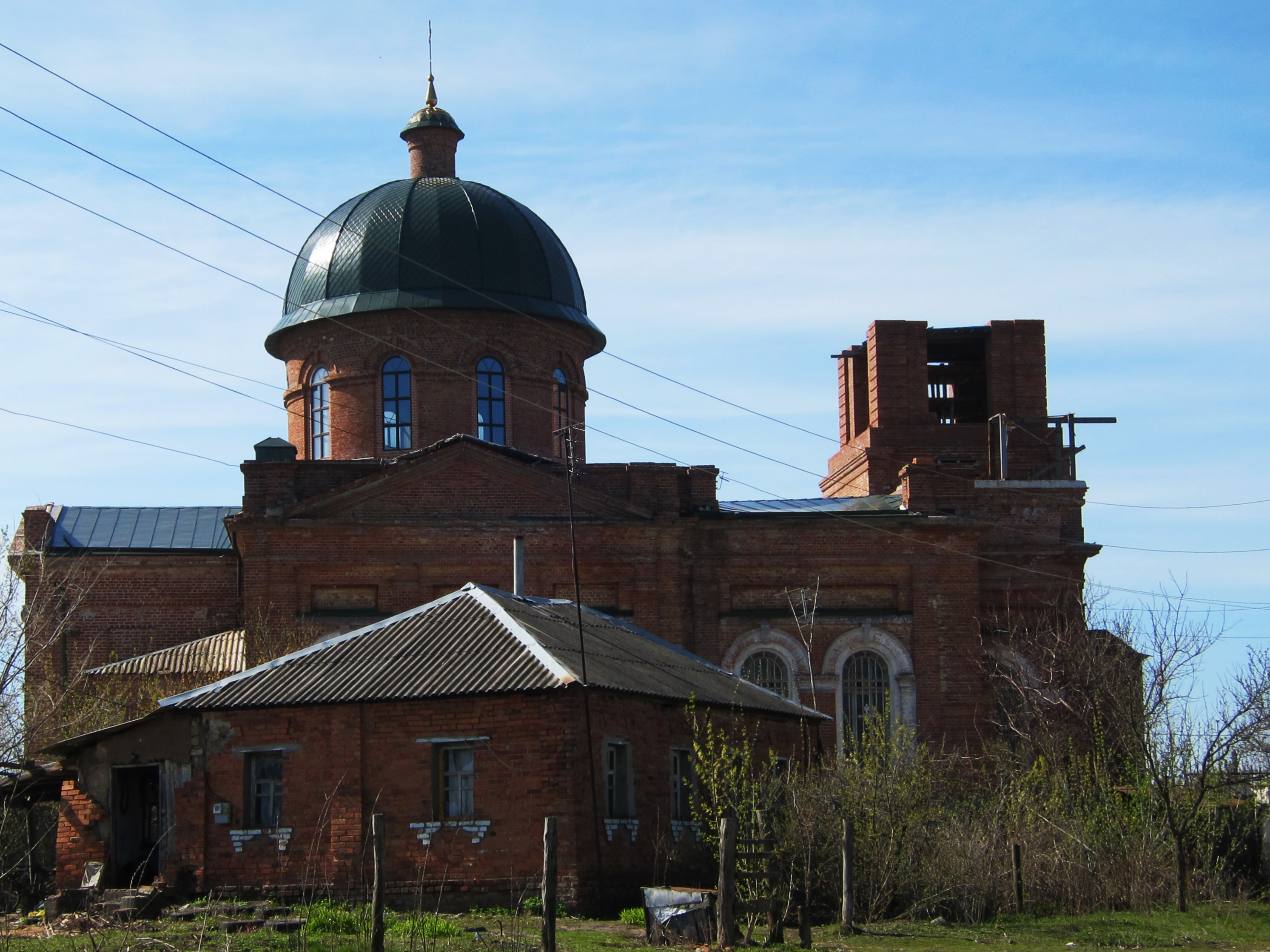
Церковь Рождества Пресвятой Богородицы

Черка́сские Тишки́ (укр. Черкаські Тишки) — село в Харьковском районе Харьковской области Украины. Административный центр Тишковского сельсовета.

## Население
Население по переписи 2001 года составляет 1165 человек (524 мужчины и 641 женщина).

## Географическое положение
Село Черкасские Тишки находится на берегу реки Харьков, выше по течению примыкает село Русские Тишки, ниже по течению на расстоянии в 1 км расположено село Циркуны. Ниже по течению в реку Харьков впадает река Вялый (левый приток). К селу примыкает лесной массив (дуб).

## История
Село впервие упоминается в 1660 году.
В 2022 году во время вторжения России на Украину село было занято российскими силами, но позже было отбито Вооружёнными силами Украины.

## Экономика
- Молочно-товарная ферма.

## Объекты социальной сферы
- Клуб.

## Достопримечательности
- Братская могила советских воинов. Похоронено 12 воинов.

## Религия
Храм Рождества Пресвятой Богородицы построен в 1830 году на деньги помещика Андрея Тихоцкого и жителей села. В 1906 году его внуками Аполлонием, Павлом и Евграфом Тихоцкими церковь была значительно расширена. Иконостас для храма в 1860-х годах писал Илья Репин. В 1930-е годы храм был закрыт, разобраны купол и колокольня. В 1944 году церковь вернули верующим и с того времени богослужения не прекращаются.